# Sainte-Foy-Bordeaux

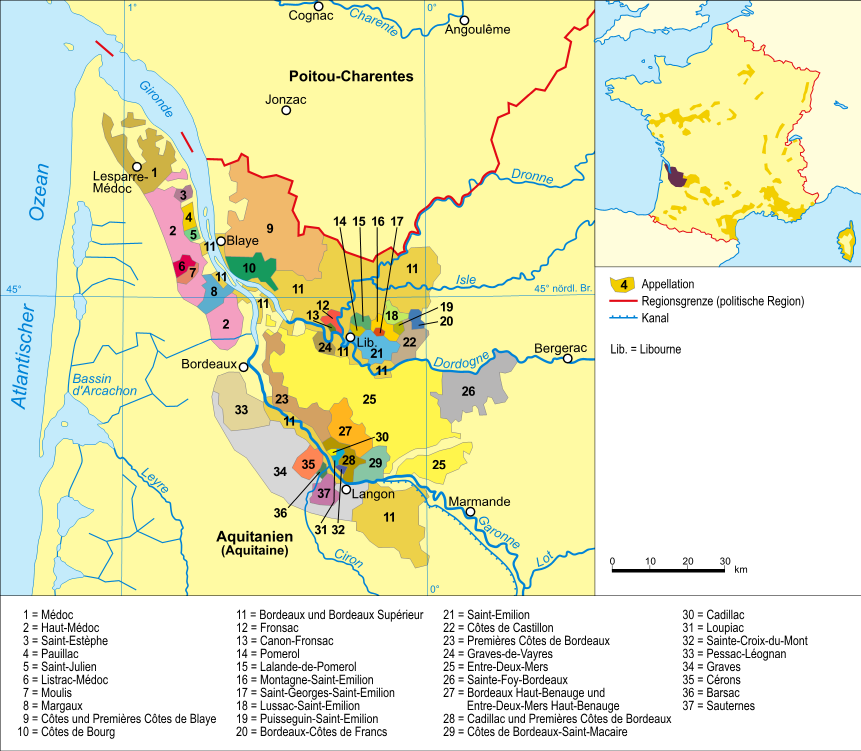
Karte – Weinbaugebiet Bordeaux

Das Weinbaugebiet Sainte-Foy-Bordeaux liegt ungefähr 60 Kilometer östlich der Stadt Bordeaux und somit ganz im Osten des großen Bereiches Entre-Deux-Mers, einem Teil der Weinbauregion Bordeaux. Die Rebflächen liegen im Grenzbereich der Départements Dordogne und Lot in unmittelbarer Nähe zu den Appellationen Bergerac und Côtes de Duras. Seit dem 31. Juli 1937 genießt das Gebiet den Status einer Appellation d’Origine Contrôlée. Die Appelation umfasst rund 350 Hektar Rebfläche in den Gemeinden Caplong, Eynesse, Les Lèves-et-Thoumeyragues, Ligueux, Margueron, Pineuilh, Riocaud, La Roquille, Saint-André-et-Appelles, Saint-Avit-de-Soulège, Saint-Avit-Saint-Nazaire, Sainte-Foy-la-Grande (diese Gemeinde gibt dem Bereich ihren Namen), Saint-Philippe-du-Seignal, Saint-Quentin-de-Caplong sowie den Gemeinden Landerrouat, Gensac, Pessac-sur-Dordogne, Pellegrue und Massugas. Die Bestimmungen gelten für Weißweine und Rotweine. In der Hauptsache werden trockene Rotweine hergestellt.

## Die Weine
Die Rotweine werden aus Cabernet Sauvignon, Cabernet Franc, Merlot, Malbec und Petit Verdot gekeltert. Aufgrund der unmittelbaren geographischen Nähe sind die Weine jenen aus dem Bergerac recht ähnlich. Der Most muss einen Zuckeranteil von mindestens 178 g/l aufweisen. Nach Vergärung muss der Mindestalkoholgehalt des Weins 10,5 Volumenprozent betragen. Die Erntebeschränkung liegt bei 50 Hektoliter/Hektar. Der Rotwein sollte bei einer Trinktemperatur von 15 bis 16 °C genossen werden.
Die zumeist süßen Weißweine werden aus den Rebsorten Sémillon, Sauvignon Blanc und Muscadelle, sowie den Nebensorten Merlot Blanc, Colombard, Mauzac und Ugni Blanc verschnitten. Sémillon verleiht dem Wein Fülle und Süße. Sauvignon Blanc (oder Sauvignon Gris) gibt dem Weißwein Frucht und Rasse, während Muscadelle dem Sainte-Foy-Bordeaux das leichte Muskat-Bouquet verleiht. Der Anteil aller Nebensorten zusammen darf 10 Prozent nicht überschreiten. Der Most muss einen Zuckeranteil von mindestens 187 g/l aufweisen (siehe Mostgewicht). Nach der Vergärung muss der Mindestalkoholgehalt des Weins 11 Volumenprozent betragen. Die Erntebeschränkung liegt bei 55 Hektoliter/Hektar. Der Weißwein sollte bei einer Trinktemperatur von 6 bis 10 °C genossen werden. Die niedrigen Temperaturen sollten dabei eher für die süßen Weißweine gewählt werden.

## Die Anbaubedingungen
Generell gilt eine Stockdichte von mindestens 4500 Rebstöcken/Hektar.